# Spelaeochthonius yinae
Espèce
Spelaeochthonius yinae est une espèce de pseudoscorpions de la famille des Pseudotyrannochthoniidae.

## Distribution
Cette espèce est endémique du Yunnan en Chine. Elle se rencontre à Zhaotong dans le xian de Yanjin dans la grotte Xiao.

## Description
Le mâle holotype mesure 2,64 mm et la femelle paratype 3,06 mm.

## Systématique et taxinomie
Cette espèce a été décrite par Li en 2023.

## Étymologie
Cette espèce est nommée en l'honneur de Hao-min Yin.

## Publication originale
- Li, 2023 : « Three new species of pseudoscorpions (Arachnida: Pseudoscorpiones: Pseudotyrannochthoniidae) from caves in Yunnan and Guizhou Provinces, China. » European Journal of Taxonomy, vol. 861, p. 48–64 (texte intégral).